# 黄家寨站
黄家寨站是一个陇海线上的铁路车站，位于陕西省咸阳市秦都区沣东乡，建于1990年，目前为四等站，邮政编码为712044。目前客运：办理旅客乘降；不办理行李、包裹托运；货运：办理整车、零担货物发到。

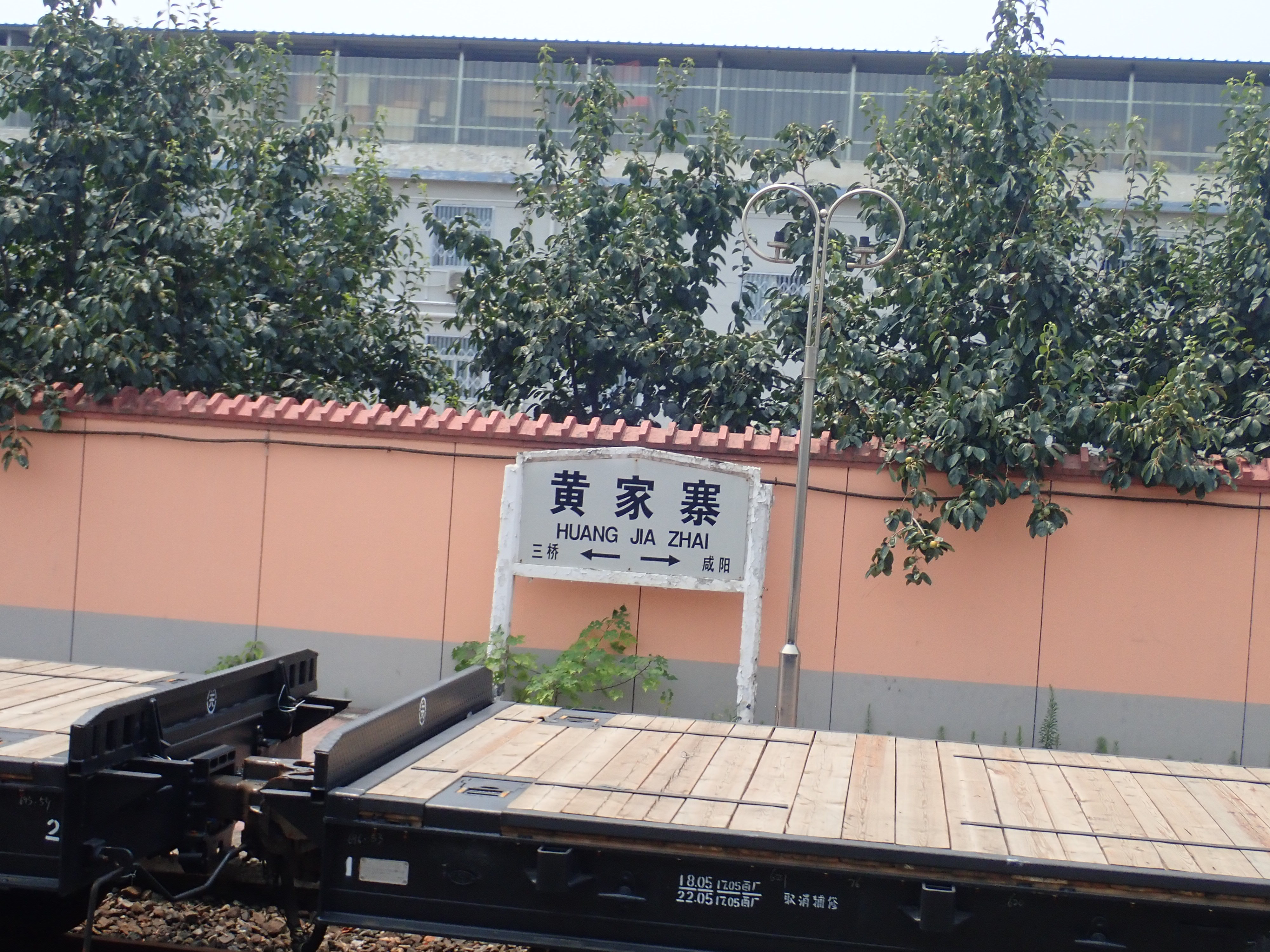
2017年，列车上抓拍的黄家寨站站牌